# ジャンカルロ・フィジケラ
ジャンカルロ・フィジケラ（Giancarlo Fisichella 、1973年1月14日 - ）は、イタリア・ローマ出身のレーシングドライバー。愛称はフィジコ。

## プロフィール

### F1デビュー
レーシングカート時代に頭角を現し、1994年にイタリアF3チャンピオンを獲得。1995年には旧ドイツツーリングカー選手権（DTM）にアルファロメオで参戦。F1ベネトンチームのフラビオ・ブリアトーレとマネージャー契約した。そして1996年、当初すでにミナルディはペドロ・ラミーと井上隆智穂のラインナップを発表していたが、開幕直前にスポンサーの問題でシートを失った井上に代わってミナルディからF1デビューを果たした。しかし経営状態の悪化からチーム体制が安定せず、非力なマシンの上に、チームが資金持ち込みドライバーを起用したため8戦のみ出場に留まった。それでもベテランのラミーを予選、決勝共に凌ぐパフォーマンスを見せ、ドライバー選考オーディションとなる実走テストを経て1997年にジョーダンに移籍した。チームメイトはラルフ・シューマッハであった。第3戦アルゼンチンGPでの同士討ち以降、シューマッハとの関係が悪化したが、第7戦カナダGPで初表彰台となる3位を獲得した。第10戦ドイツGPでは初優勝のチャンスを迎えたが、ゲルハルト・ベルガーとの接戦に破れた。しかしシーズン全体では20ポイントを獲得し、ランキング8位でシーズンを終えた。

### 低迷から復活へ

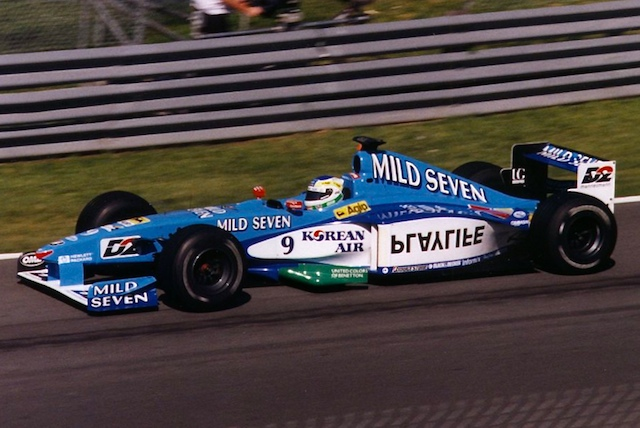
ベネトンB199(1999年カナダGP)

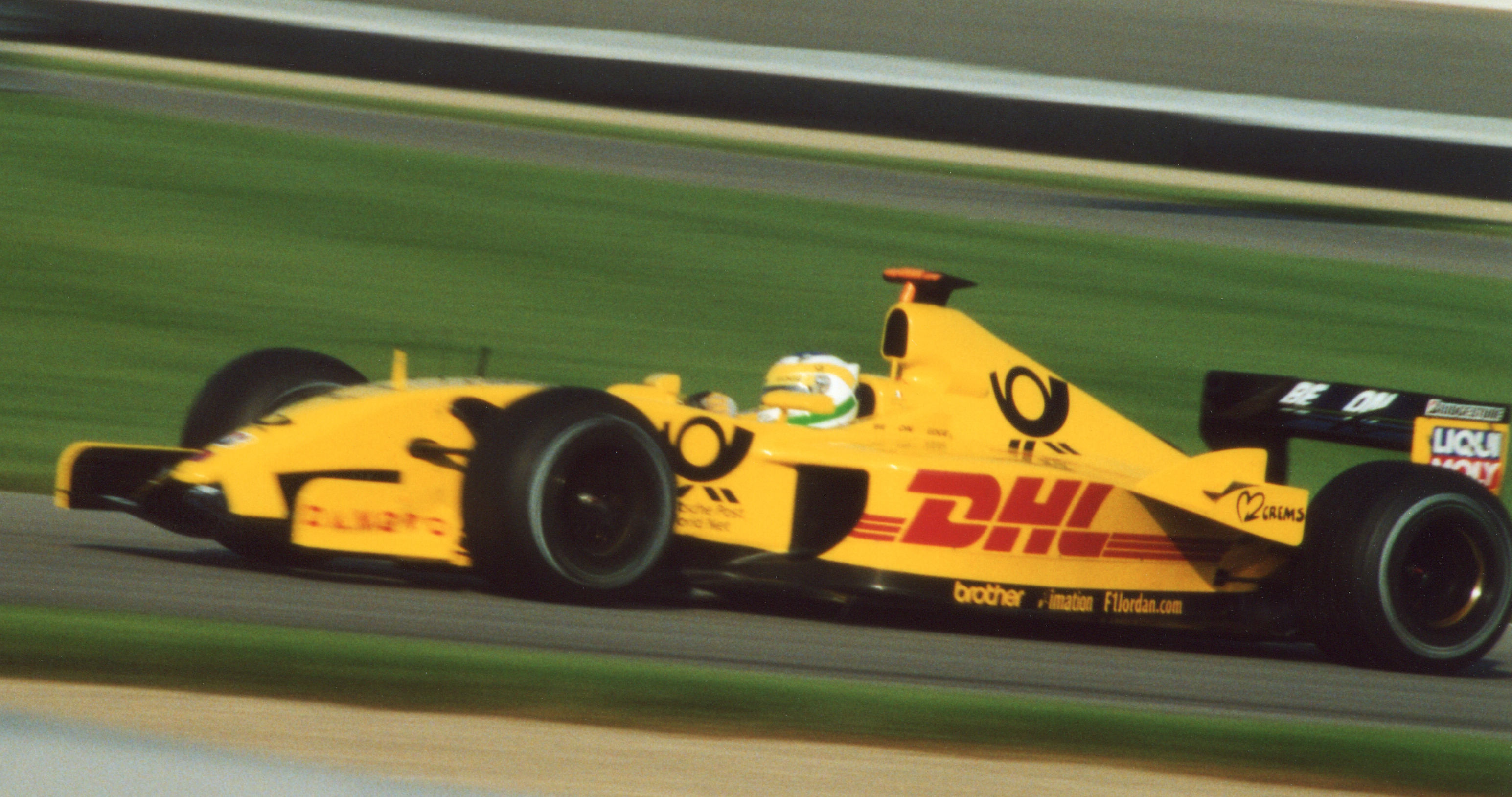
ジョーダンEJ12(2002年アメリカGP)

1998年にベネトンに移籍し、チームメイトはアレクサンダー・ヴルツであった。チームはこの年からルノーエンジンを失い、1997年型のルノーエンジンを改良したメカクロームエンジン(プレイライフのバッジネームを使用)で戦うこととなったが、第6戦モナコGP、第7戦カナダGPで2位に入り、連続表彰台を獲得した。さらに第10戦オーストリアGPで初ポールポジションを獲得するなど、合計16ポイントを獲得し、ランキング9位でシーズンを終えた。
1999年は、第6戦カナダGPで2位表彰台を獲得するなど4度入賞し13ポイントを獲得、ランキング9位となった。第14戦ヨーロッパGPでは一時トップを走行するがスピンを喫してリタイアし、初優勝のチャンスを逃した。
2000年、前半戦で3度の表彰台を獲得するが、後半戦はB200のパフォーマンスが低下し1度も入賞出来なかった。結局この年は合計18ポイントを獲得し、ランキング6位となった。
2001年、チームメイトはヴルツに代わってジェンソン・バトンとなった。前年にルノーがベネトンを買収(ルノーのチーム名となるのは2002年から)したことで、B201はルノーのワークスエンジンを搭載して戦うことになった。しかし非常に斬新な111°広角バンク角を持つ新開発のルノーエンジンが深刻なパワー不足、信頼性不足を露呈したため、前半戦はミナルディやプロスト・グランプリなどどともに後方での順位争いを強いられた。しかしチームのテクニカルディレクターであるマイク・ガスコインによりマシンが改良された結果、後半戦ではベルギーGPで3位表彰台を獲得した。しかしこの年は3度の入賞で8ポイントを獲得、ランキング11位と当初期待されたほどの成績を残せなかった。ブリアトーレとの契約を解除したことで、この年一杯でベネトンのシートを失った。
2002年には古巣ジョーダンに復帰し（F1デビューした佐藤琢磨の最初のチームメイト）、4度の入賞で7ポイントを獲得した。
2003年、チームはメインスポンサーやホンダエンジンを失い、財政難とマシンの戦闘力不足に喘いでいたが健闘を見せ、第3戦ブラジルGPにて念願の初優勝を達成した。F1デビューから8年目、出走110戦目という遅咲きの勝利だった。このレースは豪雨によるクラッシュ発生により赤旗でレース終了し、またフィジケラが、それまでトップを走行していたマクラーレンのキミ・ライコネンをかわしたタイミングが微妙であったなどあまりに混乱した展開であった為に、オフィシャルが周回数の判断を誤り一旦は2位と判定された。しかしレース後の裁定によりフィジケラの優勝が確定し、次戦のサンマリノGPでライコネンからトロフィーが手渡されることとなった。
2004年にはニック・ハイドフェルドとのトレードでザウバーに移籍。カナダグランプリで4位入賞を果たすなどいぶし銀の走りでポイントを重ねた。22ポイントを獲得し、チームメイトのフェリペ・マッサが獲得した12ポイントを大きく上回った。これらのことが評価され、再びトップチームのルノーのシートを獲得することになった（ルノーチームの前身はベネトンであり、復帰という見方もできる）。

### ルノー時代

#### 2005年

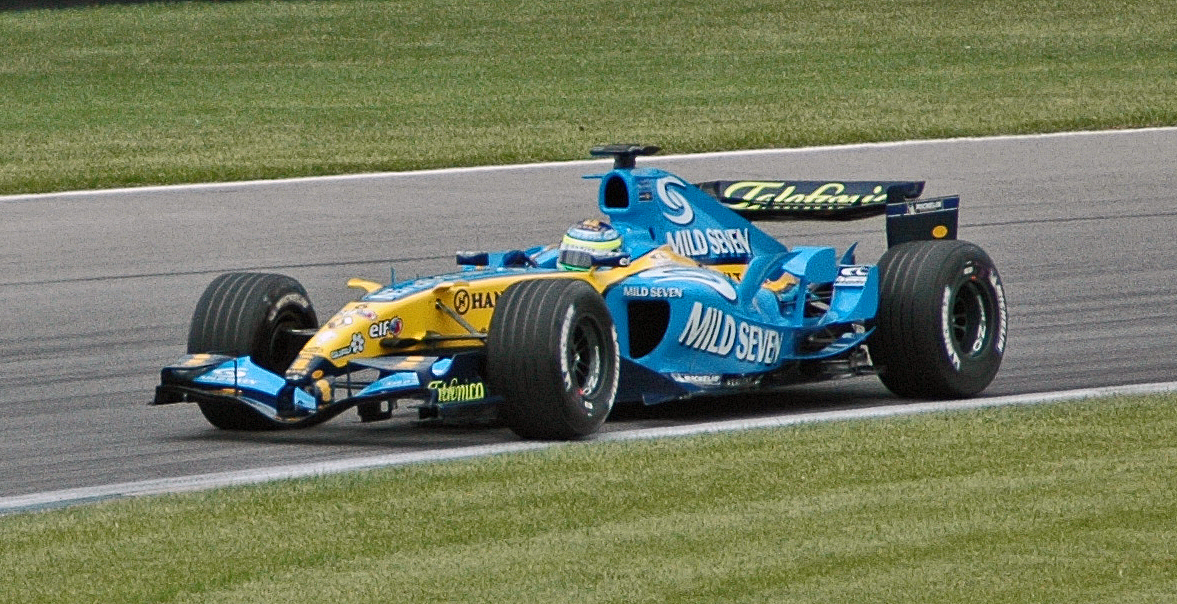
ルノーR25(2005年アメリカGP)

2004年にコンストラクターズランキング3位を獲得し上昇気流にあるルノーから参戦。そして開幕戦オーストラリアGPでポール・トゥ・ウィンを飾った。ここで才能が一気に開花するかと期待されたが、この年史上最年少でチャンピオンに輝いたフェルナンド・アロンソに負かされる事が多く、またフィジケラ自身もクラッシュやトラブルなどチームメイトに比べ完走率が低く、結局思うようにいかないシーズンとなった。それでも堅実にポイントを稼ぎ、チームのコンストラクターズ・チャンピオン初制覇に貢献した。

#### 2006年

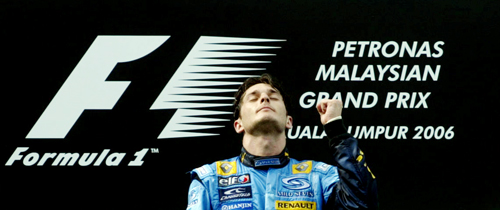
表彰台の頂点に立つフィジケラ(2006年マレーシアGP)

ルノー在籍二年目となる2006年、フィジケラは第二戦マレーシアGPで鮮やかなポール・トゥ・ウィンを飾った。彼はこのGP開催の直前にレースを始めた頃から付き合っていた親友を事故で亡くしており、「大事な友を亡くしたこの週末、彼のために必ず勝ってやると決意したんだ。」とレース後に述べている。2006年の前半戦はチームメイトのアロンソには及ばないものの、2005年を上回るペースでポイントを稼ぎ、6月の段階で彼の2007年ルノーチーム残留が正式に発表された。1987年からの連続開催も一旦の区切りを迎えた鈴鹿サーキットでの日本GP、フィジケラはGP開催直前に上記とは別の親友を亡くすという再びショッキングな出来事に遭遇するも、彼は3位表彰台を獲得し亡き親友へと捧げ、表彰台では涙を浮かべた。結局2006年は彼にとってF1シーズンベスト（ドライバーズランキング4位）となる成績を収めるに至った。

#### 2007年

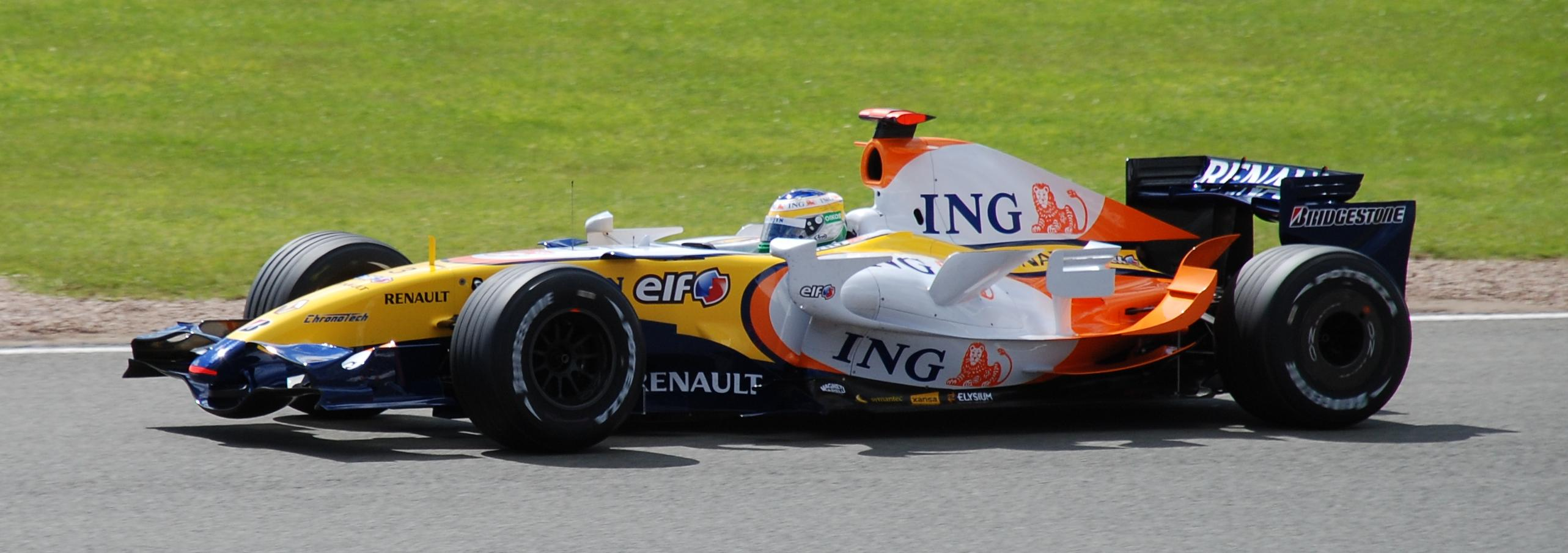
ルノーR27(2007年イギリスGP)

二年連続チャンピオンに輝いたアロンソのチーム離脱により、在籍三年目のフィジケラは名実ともにルノーのエースドライバーとなり、チームメイトに前年のテストドライバーであったヘイキ・コバライネンを迎えた。しかしルノーは2007年よりワンメイクとなったブリヂストンタイヤへの対応にシーズン序盤から苦しみ、最終的にコンストラクターズ3位へ後退した（本来1位であったマクラーレンが不祥事でポイント剥奪された上の3位なので、実質的には4位である）。フィジケラ自身もシーズンが進むにつれ、ルーキーのコバライネンに予選決勝共に先行を許してしまうレースが続き、実力に対する疑問の声が大きくなる。序盤こそ順調にポイントを重ね信頼性の低いマシンながらも健闘したが、中盤からはコバライネンに劣る場面が多くなる。結局、第6戦カナダGPで上位走行中にピット出口の信号を無視し失格したなどの失態もあり、ポイントは30対21とコバライネンに敗れる。ここで12月、アロンソが契約を残したままマクラーレンを抜けルノーにエースドライバーとして加入、セカンドドライバーはネルソン・ピケJr.と決定していたため、フィジケラは放出され、シーズンオフはフォース・インディアのシートを得るためテストを行った。シートの一方はエイドリアン・スーティルが引き続き得ることが濃厚とされており、残り一つのシートを掛けてラルフ・シューマッハ、ヴィタントニオ・リウッツィ、クリスチャン・クリエン、フランク・モンタニー、ロルダン・ロドリゲス、山本左近ら多くのドライバーと激しく争った。

### 新たなチームへ

#### 2008年

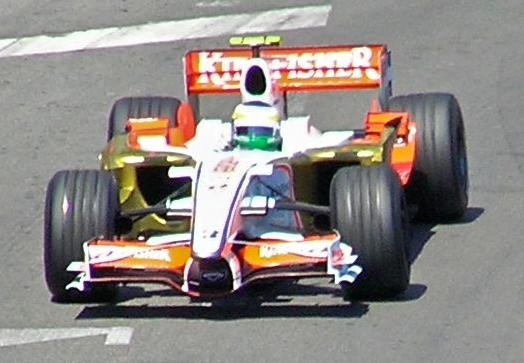
通算200戦目を達成した2008年モナコGP

フィジケラは2007年のフォース・インディアのテストでのパフォーマンスが評価され、2008年1月10日に同チームの正ドライバーに選ばれる。パートナーは前スパイカーから在籍しているスーティルと、テストドライバーは前年までスクーデリア・トロ・ロッソのレギュラーで、シーズン前テストにも参加していたヴィタントニオ・リウッツィ。ちなみにフォース・インディアは元々ジョーダンであり（ジョーダン→ミッドランド→スパイカー）、ルノー加入時と同様に古巣への復帰という見方もできる。
トップチームであるルノーから前年度最下位のチームへの移籍であり、シーズン前には引退したほうが潔いとの批判もあったが、非力なマシンでありながら活躍する事が多く、往年の輝きを見せた。第6戦モナコGPで通算200戦出走を達成し、イタリアグランプリではチーム初の予選Q2進出・最高グリッドの12番手を獲得した。決勝は序盤ハミルトン、ライコネンを抑えて走行するも、クルサードとの接触によりステアリングが切れなくなりタイヤバリアにクラッシュしてレースを終えた。この年は僚友エイドリアン・スーティル共々ノーポイントに終わった。

### フェラーリへ電撃移籍、F1引退

#### 2009年

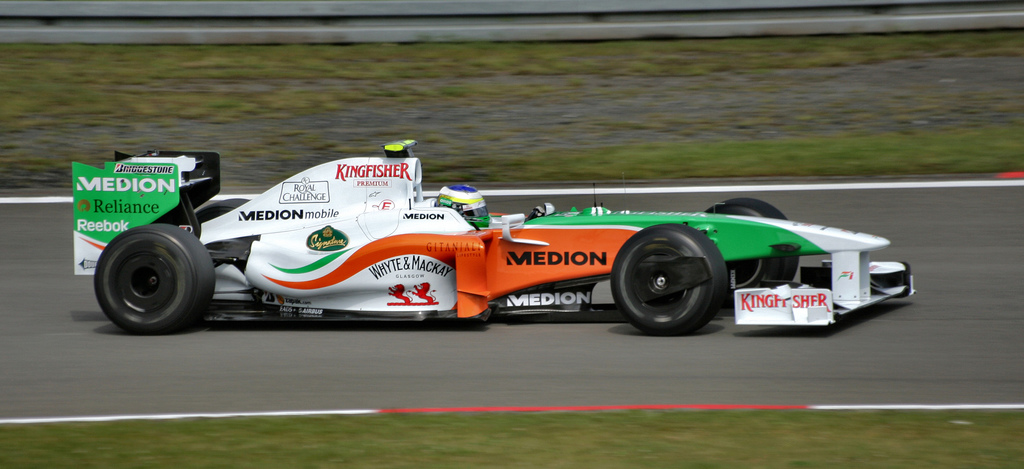
フォース・インディアVJM02(2009年ドイツGP)

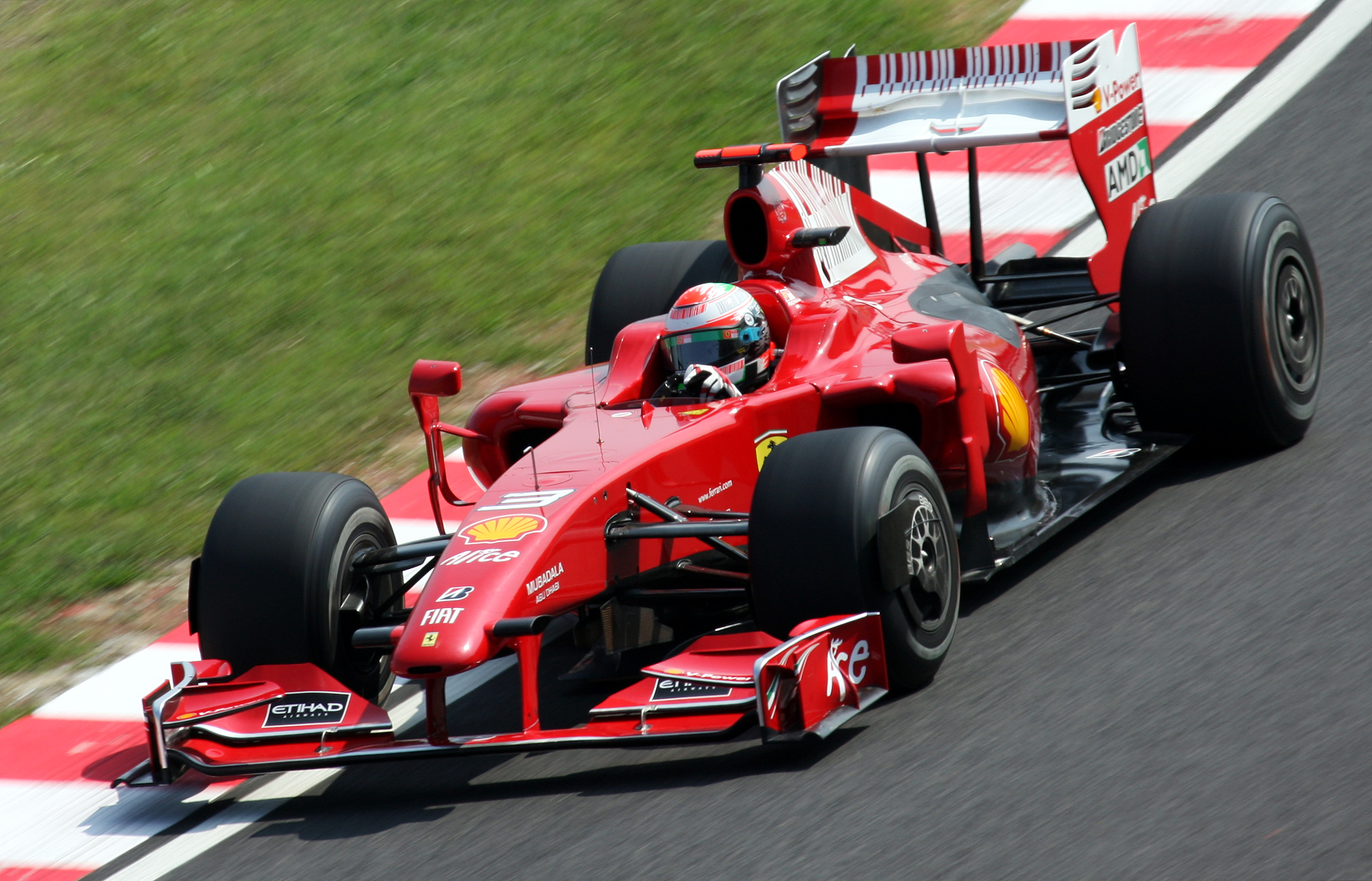
フェラーリF60を駆るフィジケラ(2009年日本GP)

2008年と同じくフォース・インディアから出走。チームメイトもスーティルで変わらず。シーズン中盤まで、入賞まで後一歩という順位でフィニッシュするレースが多くあった。
第12戦ベルギーGPでは、チーム移籍後初となるQ3進出を果たすと、ポールポジションを獲得。自身にとって約3年半ぶり、入賞経験のないチームにとっては初となる予選パフォーマンスを見せた。決勝では、レース序盤にスクーデリア・フェラーリのキミ・ライコネンに先行されるも終始その背後を脅かし続け、僅差で2位フィニッシュ。チームに初ポイント、初表彰台をもたらした。
その後、第10戦ハンガリーGPで負傷したフェリペ・マッサの代役として出走していたルカ・バドエルの成績不振に伴い、第13戦イタリアGPからフェラーリへ移籍することが発表された。また、2010年はフェラーリのテストドライバーに就任することも発表され、2009年限りでの引退が明らかにされた。かねてからフェラーリへの憧れを語っていたフィジケラはこの移籍を「長年の夢」と表現した。
しかし、F60の競争力は十分とは言えず、シーズン中のテスト禁止の制約もあり、ポイントを獲得することは出来なかった。
その後、フェラーリエンジンを使用することになったザウバーと交渉したが合意に至らず、2009最終戦アブダビGPがF1での最終レースとなった。出走回数231回、優勝3回。14年のF1キャリアだった。

### F1後
ザウバーに所属していた2004年から自身のレーシングチーム「フィジケラ・モータースポーツ・インターナショナル (FMS)」を立ち上げており、フォーミュラBMW、イタリアF3000、GP2アジアシリーズなどに若手を起用し参戦した。FMSはスーパーリーグフォーミュラでASローマとセビージャFCチームも運営した。
2010年はフェラーリのサードドライバーを務める傍ら、同じく元フェラーリのジャン・アレジと共にAFコルセからフェラーリ・F430GTCでル・マン・シリーズにフル参戦した。
その後もフェラーリとの縁は深く、フェラーリ・チャレンジにゲストドライバーとして参戦する他、2012年から2015年にかけてAFコルセからFIA 世界耐久選手権に参戦している。2016年は同じくAFコルセから石川資章、ミケーレ・ルゴロとともにブランパンGT選手権とFIA 世界耐久選手権に参戦。ル・マン24時間レースにも継続参戦している。
2022年12月、オーストラリアの照明技術企業「VALO」とスポンサー契約を発表。元々2020年にアデレードを拠点とするチームBRMから参戦し予選で9位グリッドを獲得していたが、決勝レースが新型コロナウイルス感染症の世界的流行 (2019年-)によりキャンセルとなり自ら「やり残した仕事だとずっと思っていた」という「S5000タスマン・シリーズ アデレード500」に参戦。

## 特徴
F1デビュー当初より、才能があるといわれながらなかなかタイミングが合わず、一時期は「盛りを過ぎたドライバー」と言われた時期もある。しかし、下位・中堅チームでしぶとく結果を残し、再浮上のチャンスをつかんだ。ルノーでの献身的な働きは、フェラーリやホンダでのルーベンス・バリチェロと並び「理想的なナンバー2ドライバー」と評された事もある（ナンバー1ドライバーとしては力不足という意味も含む）。
雨のレースに滅法強く、初優勝を記録した2003年のブラジルGPや初ポールを達成した1998年のオーストリアGPをはじめ、多くの雨のレースで殊勲を打ち立てた。不安定な天候で波乱のレースが多いベルギーGPのスパ・フランコルシャンも得意とする。
またカナダGPの舞台であるジル・ヴィルヌーヴ・サーキットやモナコGPの舞台であるモナコ市街地など、コース幅が狭くドライバーの技量が問われるレースでも、正確なドライビングで結果を残している。
決勝では予選で下位に沈んだ場合でも順位を多く上げてフィニッシュすることが多く、決勝に強いが予選が苦手という声もある。
2003年1月には「ドライバー・オブ・ドライバー」に選出されている。これは現役のF1レギュラードライバーとテストドライバーによって投票されるもので、前年に17戦中11勝を達成したフェラーリのミハエル・シューマッハを抑えての受賞であった。
F1では通算3勝を記録したが、ヨーロッパのレースでは未勝利に終わり、優勝した3戦はすべてシーズン序盤戦での優勝であった。

## 逸話
- 1男2女の所帯持ちであり、15年間連れ添ったルナ夫人と2009年10月10日にローマで挙式した。数年前の「F1グランプリ特集」の担当コラムで、ガンダム好きであることを語っていた。

- サッカー好きのF1ドライバーは多いが、中でも彼は熱狂的なことで有名。ドライバー参加のイベント試合ではミハエル・シューマッハと並ぶ常連であり、「フィジケラが一番上手い」との評判である。地元クラブASローマの大ファン（ロマニスタ）であり、フランチェスコ・トッティら選手とも親交がある。

初優勝時にはASローマの本拠地スタディオ・オリンピコで、サポーターの前で優勝報告をした。ジェンソン・バトンが、フィジケラをからかうためにASローマと同じくローマを本拠地とする宿敵SSラツィオのユニフォームを着て現れ、本気で憮然とした表情をしたことがある。
- 2001年マレーシアグランプリ決勝にてスタート時のグリット位置を間違えて最下位からのスタートを言い渡された経験がある。更に2年後の同じくマレーシアGPの決勝時にも同様のミスを犯している。尚、両レースともリタイアに終わっている。

- 2006年ヨーロッパGPでは、予選第2ラウンドの最終アタックで10番手のタイムを出した際BMWザウバーのジャック・ヴィルヌーヴに進路を妨害されたため、抗議の意を込めて大きく腕を振り上げアピールした。その時日本の中継では実況の西岡孝洋に「なんとフィジケラは10番手でガッツポーズ!!」と間違われていた（最終的には13位で第2ラウンドノックアウト）。

## レース戦績

### フォーミュラ

#### F1
| 年     | 所属チーム           | CarNo. | 出走回数 | ポイント | ランキング | 決勝最高位・回数                         | 表彰台 | 予選最高位・回数                    |
| ------ | -------------------- | ------ | -------- | -------- | ---------- | ---------------------------------------- | ------ | ----------------------------------- |
| 1996年 | ミナルディ           | 21     | 8戦      | 0        | NC         | 8位・1回（カナダ）                       | 0回    | 16位・2回（オーストラリア・カナダ） |
| 1997年 | ジョーダン           | 12     | 全17戦   | 20       | 8位        | 2位・1回（ベルギー）                     | 2回    | 2位・1回（ドイツ）                  |
| 1998年 | ベネトン             | 5      | 全16戦   | 16       | 9位        | 2位・2回（モナコ・カナダ）               | 2回    | 1位・1回（オーストリア）            |
| 1999年 | ベネトン             | 9      | 全16戦   | 13       | 9位        | 2位・1回（カナダ）                       | 1回    | 4位・1回（ハンガリー）              |
| 2000年 | ベネトン             | 11     | 全17戦   | 18       | 6位        | 2位・1回（ブラジル）                     | 3回    | 3位・1回（ドイツ）                  |
| 2001年 | ベネトン             | 7      | 全17戦   | 8        | 11位       | 3位・1回（ベルギー）                     | 1回    | 6位・1回（日本）                    |
| 2002年 | ジョーダン           | 9      | 全17戦   | 7        | 11位       | 5位・3回（オーストリア・モナコ・カナダ） | 0回    | 5位・1回（ハンガリー）              |
| 2003年 | ジョーダン           | 11     | 全16戦   | 12       | 12位       | 1位・1回（ブラジル）                     | 1回    | 8位・1回（ブラジル）                |
| 2004年 | ザウバー             | 11     | 全17戦   | 22       | 11位       | 4位・1回（カナダ）                       | 0回    | 5位・1回（ベルギー）                |
| 2005年 | ルノー               | 6      | 全19戦   | 58       | 5位        | 1位・1回（オーストラリア）               | 3回    | 1位・1回（オーストラリア）          |
| 2006年 | ルノー               | 2      | 全18戦   | 72       | 4位        | 1位・1回（マレーシア）                   | 5回    | 1位・1回（マレーシア）              |
| 2007年 | ルノー               | 3      | 全17戦   | 21       | 8位        | 4位・1回（モナコ）                       | 0回    | 4位・1回（モナコ）                  |
| 2008年 | フォース・インディア | 21     | 全18戦   | 0        | 19位       | 10位・1回（スペイン）                    | 0回    | 12位・1回（イタリア）               |
| 2009年 | フォース・インディア | 21     | 全17戦   | 8        | 15位       | 2位・1回（ベルギー）                     | 1回    | 1位・1回（ベルギー）                |
| 2009年 | フェラーリ           | 3      | 全17戦   | 8        | 15位       | 9位・1回（イタリア）                     | 0回    | 14位・2回（イタリア・日本）         |

| 年     | チーム               | シャシー | 1       | 2       | 3       | 4       | 5       | 6       | 7       | 8       | 9       | 10      | 11      | 12      | 13      | 14      | 15      | 16      | 17      | 18     | 19    | WDC  | Points |
| ------ | -------------------- | -------- | ------- | ------- | ------- | ------- | ------- | ------- | ------- | ------- | ------- | ------- | ------- | ------- | ------- | ------- | ------- | ------- | ------- | ------ | ----- | ---- | ------ |
| 1996年 | ミナルディ           | M195B    | AUS Ret | BRA     | ARG     | EUR 13  | SMR Ret | MON Ret | ESP Ret | CAN 8   | FRA Ret | GBR 11  | GER     | HUN     | BEL     | ITA     | POR     | JPN     |         |        |       | NC   | 0      |
| 1997年 | ジョーダン           | 197      | AUS Ret | BRA 8   | ARG Ret | SMR 4   | MON 6   | ESP 9   | CAN 3   | FRA 9   | GBR 7   | GER 11† | HUN Ret | BEL 2   | ITA 4   | AUT 4   | LUX Ret | JPN 7   | EUR 11  |        |       | 8位  | 20     |
| 1998年 | ベネトン             | B198     | AUS Ret | BRA 6   | ARG 7   | SMR Ret | ESP Ret | MON 2   | CAN 2   | FRA 9   | GBR 5   | AUT Ret | GER 7   | HUN 8   | BEL Ret | ITA 8   | LUX 6   | JPN 8   |         |        |       | 9位  | 16     |
| 1999年 | ベネトン             | B199     | AUS 4   | BRA Ret | SMR 5   | MON 5   | ESP 9   | CAN 2   | FRA Ret | GBR 7   | AUT 12† | GER Ret | HUN Ret | BEL 11  | ITA Ret | EUR Ret | MAL 11  | JPN 14† |         |        |       | 9位  | 13     |
| 2000年 | ベネトン             | B200     | AUS 5   | BRA 2   | SMR 11  | GBR 7   | ESP 9   | EUR 5   | MON 3   | CAN 3   | FRA 9   | AUT Ret | GER Ret | HUN Ret | BEL Ret | ITA 11  | USA Ret | JPN 14  | MAL 9   |        |       | 6位  | 18     |
| 2001年 | ベネトン             | B201     | AUS 13  | MAL Ret | BRA 6   | SMR Ret | ESP 14  | AUT Ret | MON Ret | CAN Ret | EUR 11  | FRA 11  | GBR 13  | GER 4   | HUN Ret | BEL 3   | ITA 10  | USA 8   | JPN 17† |        |       | 11位 | 8      |
| 2002年 | ジョーダン           | EJ12     | AUS Ret | MAL 13  | BRA Ret | SMR Ret | ESP Ret | AUT 5   | MON 5   | CAN 5   | EUR Ret | GBR 7   | FRA DNQ | GER Ret | HUN 6   | BEL Ret | ITA 8   | USA 7   | JPN Ret |        |       | 11位 | 7      |
| 2003年 | ジョーダン           | EJ13     | AUS Ret | MAL Ret | BRA 1   | SMR 15† | ESP Ret | AUT Ret | MON 10  | CAN Ret | EUR 12  | FRA Ret | GBR Ret | GER 13  | HUN Ret | ITA 10  | USA 7   | JPN Ret |         |        |       | 12位 | 12     |
| 2004年 | ザウバー             | C23      | AUS 10  | MAL 11  | BHR 11  | SMR 9   | ESP 7   | MON Ret | EUR 6   | CAN 4   | USA 9†  | FRA 12  | GBR 6   | GER 9   | HUN 8   | BEL 5   | ITA 8   | CHN 7   | JPN 8   | BRA 9  |       | 11位 | 22     |
| 2005年 | ルノー               | R25      | AUS 1   | MAL Ret | BHR Ret | SMR Ret | ESP 5   | MON 12  | EUR 6   | CAN Ret | USA DNS | FRA 6   | GBR 4   | GER 4   | HUN 9   | TUR 4   | ITA 3   | BEL Ret | BRA 5   | JPN 2  | CHN 4 | 5位  | 58     |
| 2006年 | ルノー               | R26      | BHR Ret | MAL 1   | AUS 5   | SMR 8   | EUR 6   | ESP 3   | MON 6   | GBR 4   | CAN 4   | USA 3   | FRA 6   | GER 6   | HUN Ret | TUR 6   | ITA 4   | CHN 3   | JPN 3   | BRA 6  |       | 4位  | 72     |
| 2007年 | ルノー               | R27      | AUS 5   | MAL 6   | BHR 8   | ESP 9   | MON 4   | CAN DSQ | USA 9   | FRA 6   | GBR 8   | EUR 10  | HUN 12  | TUR 9   | ITA 12  | BEL Ret | JPN 5   | CHN 11  | BRA Ret |        |       | 8位  | 21     |
| 2008年 | フォース・インディア | VJM01    | AUS Ret | MAL 12  | BHR 12  | ESP 10  | TUR Ret | MON Ret | CAN Ret | FRA 18  | GBR Ret | GER 16  | HUN 15  | EUR 14  | BEL 17  | ITA Ret | SIN 14  | JPN Ret | CHN 17  | BRA 18 |       | 19位 | 0      |
| 2009年 | フォース・インディア | VJM02    | AUS 11  | MAL 18† | CHN 14  | BHR 15  | ESP 14  | MON 9   | TUR Ret | GBR 10  | GER 11  | HUN 14  | EUR 12  | BEL 2   |         |         |         |         |         |        |       | 15位 | 8      |
| 2009年 | フェラーリ           | F60      |         |         |         |         |         |         |         |         |         |         |         |         | ITA 9   | SIN 13  | JPN 12  | BRA 10  | ABU 16  |        |       | 15位 | 8      |

- 太字はポールポジション、斜字はファステストラップ。(key)
- † : リタイアだが、90%以上の距離を走行したため規定により完走扱い。

### スポーツカー

#### ル・マン・シリーズ
| 年     | チーム   | 使用車両                    | クラス    | 1     | 2     | 3     | 4     | 5       | 順位 | ポイント |
| ------ | -------- | --------------------------- | --------- | ----- | ----- | ----- | ----- | ------- | ---- | -------- |
| 2010年 | AFコルセ | フェラーリ・F430 GT2        | GT2       | CAS 3 | SPA 3 | ALG 2 | HUN 4 | SIL 12  | 3位  | 66       |
| 2011年 | AFコルセ | フェラーリ・458イタリア GT2 | LMGTE Pro | CAS 2 | SPA 1 | IMO 2 | SIL 1 | EST Ret | 1位  | 60       |

- 太字はポールポジション、斜字はファステストラップ。(key)

#### インターコンチネンタル・ル・マン・カップ
| 年     | チーム   | 使用車両                    | クラス    | 1      | 2     | 3     | 4     | 5     | 6     | 7     |
| ------ | -------- | --------------------------- | --------- | ------ | ----- | ----- | ----- | ----- | ----- | ----- |
| 2010年 | AFコルセ | フェラーリ・F430 GT2        | GT2       | SIL 12 | PET   | ZHU   |       |       |       |       |
| 2011年 | AFコルセ | フェラーリ・458イタリア GT2 | LMGTE Pro | SEB 5  | SPA 1 | LMN 2 | IMO 2 | SIL 1 | PET 1 | ZHU 5 |

- 太字はポールポジション、斜字はファステストラップ。(key)

#### FIA 世界耐久選手権
| 年        | チーム                   | 使用車両                    | クラス    | 1      | 2     | 3     | 4     | 5     | 6     | 7     | 8       | 順位  | ポイント |
| --------- | ------------------------ | --------------------------- | --------- | ------ | ----- | ----- | ----- | ----- | ----- | ----- | ------- | ----- | -------- |
| 2012年    | AFコルセ                 | フェラーリ・458イタリア GT2 | LMGTE Pro | SEB EX | SPA 2 | LMN 1 | SIL 1 | SAO 1 | BHR 1 | FSW 2 | SHA Ret | 1位†  | 161†     |
| 2013年    | AFコルセ                 | フェラーリ・458イタリア GT2 | LMGTE Pro | SIL 5  | SPA 1 | LMN 5 | SAO 1 | COA 2 | FSW 2 | SHA 4 | BHR 3   | 2位   | 135      |
| 2014年    | AFコルセ                 | フェラーリ・458イタリア GT2 | LMGTE Pro | SIL    | SPA   | LMN 1 | COA   | FSW   | SHA   | BHR   | SÃO     | 9位   | 51       |
| 2015年    | AFコルセ                 | フェラーリ・458イタリア GT2 | LMGTE Pro | SIL    | SPA   | LMN 4 | NÜR   | COA   | FSW   | SHA   | BHR     | 20位  | 24       |
| 2018-19年 | スピリット・オブ・レース | フェラーリ・488 GTE         | LMGTE Am  | SPA 8  | LMN 2 | SIL 9 | FSW 6 | SHA 4 | SEB 2 | SPA 4 | LMN 7   | 4位   | 99       |
| 2019-20年 | AFコルセ                 | フェラーリ・488 GTE Evo     | LMGTE Am  | SIL 9  | FSW 6 | SHA 8 | BHR 5 | COA 7 | SPA 7 | LMN 7 | BHR 4   | 12位  | 71       |
| 2021年    | AFコルセ                 | フェラーリ・488 GTE Evo     | LMGTE Am  | SPA 4  | POR 3 | MNZ 7 | LMN 7 | BHR 7 | BHR 7 |       |         | 6位   | 71       |
| 2022年    | アイロン・リンクス       | フェラーリ・488 GTE Evo     | LMGTE Am  | SEB 8  | SPA 8 | LMN   | MNZ   | FSW   | BHR   |       |         | 18位* | 10*      |

- 太字はポールポジション、斜字はファステストラップ。(key)
- †：そのシーズンはドライバーズ選手権が懸けられていなかったので、替わりにLMGTE Proトロフィの順位を載せる。
- * : 今シーズンの順位。（現時点）

#### ユナイテッド・スポーツカー選手権
| 年     | チーム                     | 使用車両                    | クラス | 1      | 2      | 3     | 4     | 5     | 6      | 7     | 8     | 9     | 10    | 11     | 順位 | ポイント |
| ------ | -------------------------- | --------------------------- | ------ | ------ | ------ | ----- | ----- | ----- | ------ | ----- | ----- | ----- | ----- | ------ | ---- | -------- |
| 2014年 | リシ・コンペティツィオーネ | フェラーリ・458イタリア GT2 | GTLM   | DAY 11 | SEB 11 | LBH 9 | LGA 3 | WGL 7 | MOS 10 | IMS 2 | ELK 1 | VIR 1 | CTA 4 | PET 10 | 13位 | 258      |
| 2015年 | リシ・コンペティツィオーネ | フェラーリ・458イタリア GT2 | GTLM   | DAY 9  | SEB 2  | LBH 2 | LGA 4 | WGL 5 | MOS 6  | ELK 3 | VIR 3 | CTA 2 | PET 5 |        | 4位  | 293      |
| 2016年 | リシ・コンペティツィオーネ | フェラーリ・488 GTE         | GTLM   | DAY 6  | SEB 4  | LBH 3 | LGA 5 | WGL 6 | MOS 7  | LIM 4 | ELK 5 | VIR 7 | CTA 8 | PET 1  | 5位  | 305      |
| 2017年 | リシ・コンペティツィオーネ | フェラーリ・488 GTE         | GTLM   | DAY 3  | SEB 3  | LBH 9 | CTA 9 | WGL   | MOS    | LIM   | ELK   | VIR 3 | LGA 2 | PET 3  | 9位  | 199      |

- 太字はポールポジション、斜字はファステストラップ。(key)

#### ル・マン24時間レース
| ル・マン24時間レース 結果 | ル・マン24時間レース 結果  | ル・マン24時間レース 結果                       | ル・マン24時間レース 結果 | ル・マン24時間レース 結果 | ル・マン24時間レース 結果 | ル・マン24時間レース 結果 | ル・マン24時間レース 結果 |
| 年                        | チーム                     | コ・ドライバー                                  | 使用車両                  | クラス                    | 周回                      | 順位                      | クラス 順位               |
| ------------------------- | -------------------------- | ----------------------------------------------- | ------------------------- | ------------------------- | ------------------------- | ------------------------- | ------------------------- |
| 2010年                    | AFコルセ                   | ジャン・アレジ トニ・バイランダー               | フェラーリ・F430 GT2      | GT2                       | 323                       | 16位                      | 4位                       |
| 2011年                    | AFコルセ                   | ジャンマリア・ブルーニ トニ・バイランダー       | フェラーリ・458 GT2       | GTE Pro                   | 314                       | 13位                      | 2位                       |
| 2012年                    | AFコルセ                   | ジャンマリア・ブルーニ トニ・バイランダー       | フェラーリ・458 GT2       | GTE Pro                   | 336                       | 17位                      | 1位                       |
| 2013年                    | AFコルセ                   | ジャンマリア・ブルーニ マッテオ・マルーチェリ   | フェラーリ・458 GT2       | GTE Pro                   | 311                       | 22位                      | 6位                       |
| 2014年                    | AFコルセ                   | ジャンマリア・ブルーニ トニ・バイランダー       | フェラーリ・458 GT2       | GTE Pro                   | 339                       | 13位                      | 1位                       |
| 2015年                    | AFコルセ                   | ジャンマリア・ブルーニ トニ・バイランダー       | フェラーリ・458 GT2       | GTE Pro                   | 330                       | 25位                      | 3位                       |
| 2016年                    | リシ・コンペティツィオーネ | トニ・バイランダー マッテオ・マルーチェリ       | フェラーリ・488 GTE       | GTE Pro                   | 340                       | 20位                      | 2位                       |
| 2017年                    | リシ・コンペティツィオーネ | トニ・バイランダー ピエール・カッファー         | フェラーリ・488 GTE       | GTE Pro                   | 72                        | DNF                       | DNF                       |
| 2018年                    | スピリット・オブ・レース   | フランチェスコ・カステラッチ トーマス・フロール | フェラーリ・488 GTE       | GTE Am                    | 335                       | 26位                      | 2位                       |
| 2019年                    | スピリット・オブ・レース   | フランチェスコ・カステラッチ トーマス・フロール | フェラーリ・488 GTE       | GTE Am                    | 327                       | 43位                      | 12位                      |
| 2020年                    | AFコルセ                   | フランチェスコ・カステラッチ トーマス・フロール | フェラーリ・488 GTE Evo   | GTE Am                    | 330                       | 39位                      | 13位                      |
| 2021年                    | AFコルセ                   | フランチェスコ・カステラッチ トーマス・フロール | フェラーリ・488 GTE Evo   | GTE Am                    | 329                       | 39位                      | 11位                      |
| 2022年                    | アイロン・リンクス         | マッテオ・クレッソーニ リチャード・ハイスタンド | フェラーリ・488 GTE Evo   | GTE Am                    | 336                       | 46位                      | 13位                      |

#### デイトナ24時間レース
| デイトナ24時間レース 結果 | デイトナ24時間レース 結果                | デイトナ24時間レース 結果                                        | デイトナ24時間レース 結果   | デイトナ24時間レース 結果 | デイトナ24時間レース 結果 | デイトナ24時間レース 結果 | デイトナ24時間レース 結果 |
| 年                        | チーム                                   | コ・ドライバー                                                   | 使用車両                    | クラス                    | 周回                      | 順位                      | クラス 順位               |
| ------------------------- | ---------------------------------------- | ---------------------------------------------------------------- | --------------------------- | ------------------------- | ------------------------- | ------------------------- | ------------------------- |
| 2012年                    | リシ・コンペティツィオーネ               | ジャンマリア・ブルーニ ラファエル・マトス                        | フェラーリ・458イタリア     | GT                        | 154                       | DNF                       | DNF                       |
| 2013年                    | R.フェリ・モータースポーツ AIMレーシング | マックス・パピス ジェフ・シーガル トニ・バイランダー             | フェラーリ・458イタリア     | GT                        | 614                       | DNF                       | DNF                       |
| 2014年                    | リシ・コンペティツィオーネ               | ジャンマリア・ブルーニ マッテオ・マルーチェリ オリビエ・ベレッタ | フェラーリ・458イタリア GT2 | GTLM                      | 88                        | DNF                       | DNF                       |
| 2015年                    | リシ・コンペティツィオーネ               | ピエール・カッファー ダビデ・リゴン オリビエ・ベレッタ           | フェラーリ・458イタリア GT2 | GTLM                      | 310                       | DNF                       | DNF                       |
| 2016年                    | リシ・コンペティツィオーネ               | トニ・バイランダー ダビデ・リゴン オリビエ・ベレッタ             | フェラーリ・488 GTE         | GTLM                      | 709                       | 12位                      | 6位                       |
| 2017年                    | リシ・コンペティツィオーネ               | トニ・バイランダー ジェームス・カラド                            | フェラーリ・488 GTE         | GTLM                      | 652                       | 7位                       | 3位                       |

#### スパ・フランコルシャン24時間レース
| スパ24時間レース 結果 | スパ24時間レース 結果            | スパ24時間レース 結果                                         | スパ24時間レース 結果 | スパ24時間レース 結果 | スパ24時間レース 結果 | スパ24時間レース 結果 | スパ24時間レース 結果 |
| 年                    | チーム                           | コ・ドライバー                                                | 使用車両              | クラス                | 周回                  | 順位                  | クラス 順位           |
| --------------------- | -------------------------------- | ------------------------------------------------------------- | --------------------- | --------------------- | --------------------- | --------------------- | --------------------- |
| 2016年                | AFコルセ                         | オリビエ・ベレッタ ロレンツォ・ボンテンペリ 石川資章          | フェラーリ・488 GT3   | Pro-Am                | 33                    | DNF                   | DNF                   |
| 2017年                | カスペルスキー・モータースポーツ | ジェームス・カラド マッテオ・チオッチ                         | フェラーリ・488 GT3   | Pro                   | 299                   | DNF                   | DNF                   |
| 2019年                | テンペスタ・レーシング           | クリス・フロッグガット ジョナサン・ホイ エディー・チーバー3世 | フェラーリ・488 GT3   | Pro-Am                | 351                   | 40位                  | 4位                   |
| 2020年                | テンペスタ・レーシング           | クリス・フロッグガット ジョナサン・ホイ エディー・チーバー3世 | フェラーリ・488 GT3   | Pro-Am                | 520                   | 17位                  | 2位                   |

### ツーリングカー

#### ドイツツーリングカー選手権
| 年     | チーム             | 使用車両                  | 1       | 2         | 3       | 4        | 5         | 6         | 7       | 8         | 9       | 10        | 11       | 12        | 13       | 14       | 順位 | ポイント |
| ------ | ------------------ | ------------------------- | ------- | --------- | ------- | -------- | --------- | --------- | ------- | --------- | ------- | --------- | -------- | --------- | -------- | -------- | ---- | -------- |
| 1995年 | アルファ・コルセ 2 | アルファロメオ・155 V6 TI | HOC 1 6 | HOC 2 Ret | AVU 1 4 | AVU 2 19 | NOR 1 DNS | NOR 2 DNS | DIE 1 6 | DIE 2 Ret | NÜR 1 6 | NÜR 2 Ret | SIN 1 15 | SIN 2 Ret | HOC 1 10 | HOC 2 10 | 15位 | 30       |

(key)

#### 国際ツーリングカー選手権
| 年     | チーム                        | 使用車両                  | 1       | 2        | 3         | 4         | 5       | 6         | 7        | 8        | 9         | 10        | 11      | 12        | 13        | 14      | 15      | 16      | 17      | 18    | 19      | 20       | 21       | 22      | 23       | 24       | 25      | 26    | 順位 | ポイント |
| ------ | ----------------------------- | ------------------------- | ------- | -------- | --------- | --------- | ------- | --------- | -------- | -------- | --------- | --------- | ------- | --------- | --------- | ------- | ------- | ------- | ------- | ----- | ------- | -------- | -------- | ------- | -------- | -------- | ------- | ----- | ---- | -------- |
| 1995年 | アルファ・コルセ 2            | アルファロメオ・155 V6 TI | MUG 1 7 | MUG 2    | HEL 1 16† | HEL 2 Ret | DON 1 5 | DON 2 Ret | EST 1 4  | EST 2 14 | MAG 1 Ret | MAG 2 Ret |         |           |           |         |         |         |         |       |         |          |          |         |          |          |         |       | 10位 | 37       |
| 1996年 | TV Spielfilm アルファ・コルセ | アルファロメオ・155 V6 TI | HOC 1 7 | HOC 2 19 | NUR 1 DSQ | NUR 2 DSQ | EST 1 2 | EST 2 5   | HEL 1 12 | HEL 2 5  | NOR 1 11  | NOR 2 Ret | DIE 1 3 | DIE 2 Ret | SIL 1 Ret | SIL 2 9 | NUR 1 5 | NUR 2 4 | MAG 1 3 | MAG 2 | MUG 1 3 | MUG 2 13 | HOC 1 12 | HOC 2 5 | SAO 1 12 | SAO 2 16 | SUZ 1 4 | SUZ 2 | 6位  | 139      |

(key)
- † : リタイアだが、90%以上の距離を走行したため規定により完走扱い。